# Peter Friedhofen
Peter Friedhofen (Weitersburg, 25 febbraio 1819 – Coblenza, 21 dicembre 1860) è stato un presbitero tedesco.

## Biografia e culto
Peter Friedhofen è stato il fondatore nel 1850 della congregazione dei Fratelli della Misericordia di Maria Ausiliatrice.
Il 23 giugno del 1985 papa Giovanni Paolo II lo ha proclamato beato.
Il Martirologio Romano pone la sua memoria liturgica il 21 dicembre